# Sorell Council
Sorell Council är en kommun i Australien. Den ligger i delstaten Tasmanien, i den sydöstra delen av landet, omkring 32 kilometer öster om delstatshuvudstaden Hobart. Antalet invånare var 14 414 vid folkräkningen 2016.
Följande samhällen finns i Sorell:
- Sorell
- Carlton
- Forcett
- Orielton
- Lewisham
- Kellevie
- Penna
- Dunalley